# Guerrero jaguar

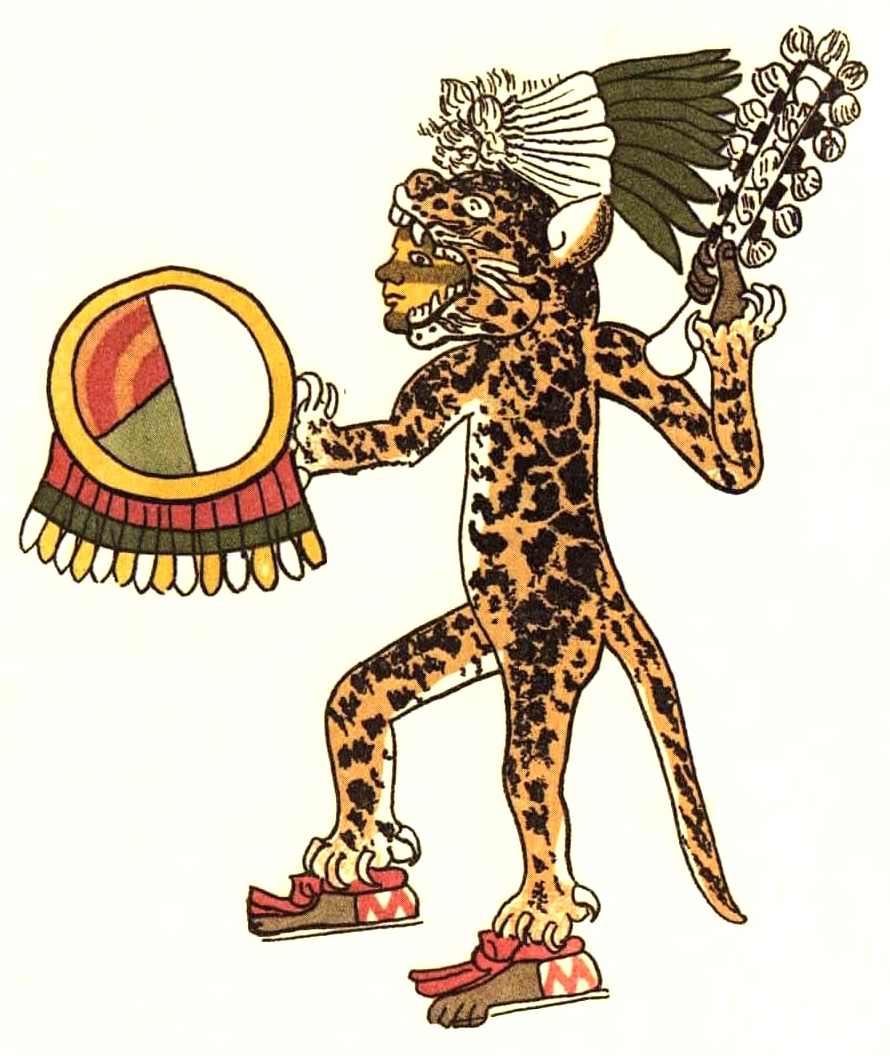
Guerrero jaguar mexica

El guerrero jaguar, llamado ocēlōpilli en la lengua náhuatl, era un miembro del ejército mexica que servía en el mismo como soldado profesional dentro de las fuerzas del mismo imperio.
De todos los guerreros aztecas, eran los más temidos. Junto con los guerreros águila eran las únicas clases que no limitaban la entrada exclusivamente a la nobleza, ya que los plebeyos  eran ocasionalmente admitidos por méritos especiales.
Estos dos tótems se solían usar debido a la creencia que las águilas y jaguares representaban respectivamente la luz y la oscuridad en la mitología mexica.
En muchas de las obras que nos legó la civilización mexica (códices, estatuas, imágenes) quedaron representados estos guerreros.
El motivo de su vestimenta fue debido a la creencia de que el jaguar representa a Tezcatlipoca, dios del cielo nocturno. Los aztecas también llevaban esta vestimenta en la guerra porque creían que las fuerzas del animal se les darían durante las batallas. 
Tanto los guerreros jaguar como los guerreros águila eran diestros en el manejo de todas las armas además de dominar a la perfección el combate cuerpo a cuerpo.
Los guerreros jaguar estaban equipados con una armadura ligera, macuahuitl y daga. Su mayor y más temido poder radicaba en su velocidad para atacar y valentía en batalla. Cuentan los relatos obtenidos en el libro "Guerras de Mesoamérica" que un guerrero jaguar llegaba a enfrentar a 3 guerreros al mismo tiempo. Fueron muy temidos en batalla y en muchas ocasiones fueron decisivos, incluso definiendo conflictos sin pelear ya que su simple presencia desmotivaba al enemigo a pelear.
A pesar de su relevancia histórica, poco se les ha retratado en la cultura popular mexicana. Un par de ejemplos son lo hecho por Sofía Guadarrama Collado y J. D. Abrego. La primera narra un combate entre uno de ellos y Nezahualcóyotl en su obra "El despertar del coyote", y el segundo relata una batalla sostenida durante la Noche Triste que encara a un conquistador español y un aguerrido defensor de México-Tenochtitlan en el relato "La noche en que el león conoció al jaguar". 